# Lost in Fuseta – Spur der Schatten
Lost in Fuseta – Spur der Schatten ist ein zweiteiliger deutscher Kriminalfilm aus dem Jahr 2024 mit Jan Krauter in der Titelrolle des autistischen Kommissars Leander Lost. Regie führte Felix Herzogenrath. Die Geschichte, auf der die Story aufbaut, sowie die Romanreihe und die Drehbücher stammen von Holger Karsten Schmidt, der den gleichnamigen Roman unter dem Pseudonym Gil Ribeiro verfasste. Es handelt sich bei dem Zweiteiler um die Fortsetzung der zweiteiligen Verfilmung Lost in Fuseta – Ein Krimi aus Portugal von 2022, die auf dem ersten Roman der Buchreihe basiert.
Kommissar Leander Lost, ein „Titelheld mit Asperger-Syndrom, besitzt ein fotografisches Gedächtnis, einen messerscharfen Verstand und erkennt Lügen irrtumsfrei und verfügt zudem über eine blitzschnelle Kombinationsgabe – doch die Zwischentöne der Kommunikation muss er genauso mit dem Verstand ‚lesen‘ lernen wie Ironie, Empathie oder Liebe!“

## Handlung

### Teil 1
Der autistische Kommissar Leander Lost wurde von der Hansestadt Hamburg im Rahmen von Europol ins portugiesische Faro versetzt. Inzwischen ist er fester Bestandteil der Policia Judicária von Fuseta. In seinem zweiten Fall wird Lost mit dem Verschwinden seiner Kollegin Teresa Fiadeiro konfrontiert und setzt sich bei der neuen Chefin Cristina Sobral dafür ein, mit voller Kraft nach ihr zu suchen. Es gibt Indizien, die darauf hindeuten, dass Teresa entführt worden ist. Der hochintelligente Lost kennt die Statistiken in solchen Fällen, die wenig Gutes verheißen. Danach bleibt nur begrenzt Zeit, um Teresa lebend zu finden. Nachdem man Videomaterial aus einem Parkhaus gesichtet hat, führt die Spur zu einem Verdächtigen, der unter dem falschen Namen Vasco Sousa ein Auto gemietet hat. Wie sich später herausstellt, ist der echte Vasco Sousa vom Hals ab querschnittsgelähmt. Teresa wurde in der Tiefgarage des Parkhauses letztmals von einer Überwachungskamera erfasst, bevor sie anscheinend von einem toten Winkel verschluckt wurde.
Die polizeilichen Ermittlungen über Teresas Entführung fallen mit dem Besuch der angolanischen Journalistin Flores Yola in Fuseta zusammen, die von Losts Kollegen Duarte betreut wird, da für sie während ihres Besuchs in Portugal Personenschutz der Stufe 2 und Fahrdienst angeordnet wurde. Warum dies nötig war, respektive warum ihre Sicherheit gefährdet ist, weiß man zu diesem Zeitpunkt bei der Polizei von Fuseta noch nicht. Lost und seine Kollegen, die Sub-Inspektoren Graciana Rosado und Carlos Esteves suchen inzwischen mit Hochdampf nach Teresa. Lost konnte das Auto ausfindig machen, mit dem Teresa aller Wahrscheinlichkeit nach entführt worden ist. Ihr Weg führt sie zu einem Restaurant mit einem Brunnen davor. Dort wurde nur noch Teresa Leiche geborgen. Ein Kellner hatte sie in dem Brunnen entdeckt. Lost ist sich sicher, dass der eigentliche strukturierte Täter mit etwas konfrontiert worden ist, mit dem er nicht gerechnet habe, weshalb er Teresa sofort habe töten müssen. Teresa müsse über irgendeinen Kenntnisstand verfügt haben, der Sousas Plan hätten gefährden können. Esteves hat eine neue Theorie, er ist auf einen Pedro Lino gestoßen, der einst Teresas Nachbar war und als Koch in dem Restaurant angestellt war, vor dem der Brunnen steht, in dem man Teresa gefunden hatte. Als Lost, Rosado und Esteves Lino aufsuchen, wird ihnen die Tür von einem Mann geöffnet, der sich als Ricardo Torres vorstellt und dem Gespräch der Beamten mit Lino aufmerksam folgt. Lost kann seinen Kollegen genau sagen, wann die Männer gelogen haben, er wisse das wegen der Mikroexpressionen. Die menschliche Mimik bestehe aus Makro- und Mikroexpressionen. Makroexpressionen könnten beeinflusst werden, die Mikroexpression hingegen entziehe sich komplett allen Kontrollversuchen und sei somit echt. Daraus sei zu folgern, dass das Alibi, das Torres Lino gegeben habe, falsch gewesen sei. Lino wiederum habe bereits gewusst, dass Teresa tot ist, obwohl er so überrascht getan habe. Die Beamten kommen zu dem Schluss, dass Teresa nur ein Zufallsopfer war und es überhaupt nicht um sie gegangen sei – falsche Zeit, falscher Ort. Rosado glaubt, dass es um etwas sehr viel Größeres geht.
In der Wohnung Linos befindet sich ein Bild, das ihn mit einer Frau und einem Mädchen zeigt. Beide gehören ganz offensichtlich zu ihm, und beide sind von dem dunkelhäutigen Belmiro und einem weiteren Mann namens Pepe gekidnappt worden.

### Teil 2
Leander Lost bringt Eva Fiadeiro, der Tochter seiner getöteten Kollegin Teresa, deren persönliche Sachen vorbei, sie trinken zusammen Wein und schlafen dann miteinander. Es geht in erster Linie darum, ein Kind zu zeugen. Während des Akts, will Lost unvermittelt etwas über das letzte Buch wissen, das Evas Mutter sich ausgeliehen habe. Als sie den Bestseller mit dem Titel Nao existo gefunden haben, stößt Lost auf der ersten Seite auf einen Eintrag von Lino: „Du bist meine einzige Chance. Bitte komm morgen nach Faro, parke um 10 Uhr ganz unten im Parkhaus am Markt, geh kurz in die Stadt und nimm danach den ersten Fahrstuhl abwärts. Lass Dein Handy zuhause, komm allein, sprich mit keinem darüber. In großer Not, Pedro.“ Als Lost sich daraufhin die Aufzeichnungen aus dem Parkhaus noch einmal ansieht und vergrößern lässt, ist im Fahrstuhl, den Teresa gerade verlassen hat, Pedro Lino zu erkennen. Lost, Rosado und Esteves sind sich einig, dass er nicht der Mörder Teresas sein kann, sondern wahrscheinlich ebenfalls ein Opfer. Es könne sein, dass er erpresst werde. Lost verweist darauf, dass Lino mit hoher Wahrscheinlichkeit Frau und Kind habe. Eine mögliche Erpressung habe wohl mit seiner Familie zu tun. Lost erklärt seinen Kollegen, dass er glaube, dass derjenige, der Teresa erschossen hat, die Unterredung der beiden mit angehört habe. Er lege sich fest, Lino werde permanent überwacht.
Mit einem Trick gelingt es Lost, Rosado und Esteves Pedro Lino so zu separieren, dass sein Schatten Torres nicht mehr über eine Funkverbindung mithören kann, was gesprochen wird. Lino bestätigt, dass Teresa von Torres erschossen worden ist und er ihm helfen musste, ihre Leiche wegzuschaffen. Auch die Vermutung, dass seine Familie gekidnappt wurde, bestätigt er. Lebenszeichen von ihnen habe er nicht. Der richtige Name von Torres sei Nélson Figo. Der Auftrag sei, eine gewisse Flores Yola zu ermorden, was er tun solle. Er gehöre zu den Köchen in Restaurant „Picantes“, in dem am Abend ein Essen für Yola stattfinden werde. Er solle das Gift Rizin in ihre Suppe träufeln. Gegen dieses Gift gebe es kein bekanntes Gegenmittel, erläutert Lost. Wenn das erledigt sei, werde man seine Frau und Tochter gehenlassen. Auf ihn sei man gekommen, da er bei den sogenannten „Schatten“ gewesen sei, einer Export-Import-Tarnfirma des portugiesischen Geheimdienstes. Portugal habe 1975 seine Kolonien in die Unabhängigkeit entlassen, aber über die „Schatten“ trotzdem an die Leine gelegt und sich weiterhin Zugang zu deren Bodenschätzen gesichert. Die „Schatten“ seien an Schlüsselpositionen in der Politik, in der Industrie und im Militär eingesetzt gewesen. Anfang 2000 seien die „Schatten“ nach Portugal zurückbeordert und aufgelöst worden. Aber einige der „Schatten“ seien schon so in das Herrscherregime verstrickt gewesen, dass sie geblieben seien, um das korrupte Regime zu schützen. Nélson Figo arbeite für die Domingos-Familie. Die sackten die Entwicklungshilfe-Gelder ein und ließen ihre Landsleute verhungern. Die Journalistin Flores Yola habe vermutlich etwas gegen die Domingos-Familie in der Hand.
Bei einem Fluchtversuch Rhonas und ihrer Tochter Imami wird ein Händler am Strand, zu dem beide geflüchtet waren, von Pepe erschossen. Rhona und Imami werden erneut eingesperrt. Man sieht Belmiro an, dass er mit dem Vorgehen Pepes ganz und gar nicht einverstanden ist, was sich auch darin ausdrückt, dass er Mutter und Tochter nun bei der Flucht helfen will. Pepe kommt jedoch hinzu, die Lage eskaliert, Pepe erschießt Belmiro. In Angola wartet Belmiros kleiner Bruder nun vergeblich auf dessen Rückkehr.
Lost, Rosado und Esteves haben Flores Yola davon unterrichtet, dass man sie vergiften will. Sie erklärt sich sofort damit einverstanden, ihren Tod vorzutäuschen, um den Geiseln eine Chance zu geben. Lost erklärt ihr, welche Symptome bei dieser Art von Vergiftung auftreten und wie sie ihren Tod glaubhaft simulieren könne. Rizin führe zum Tod durch Ersticken. Da es kein Gegenmittel gebe, könnten die Täter sicher sein, dass sie sterben werde und müssten nicht ihren unmittelbaren Tod abwarten. Ein gleichzeitiger Versuch der Beamten, Linos Familie ausfindig zu machen, scheitert. Derweil findet die Abendveranstaltung statt, auf der Flores Yoda sprechen soll. Sie erzählt, dass die Domingos-Familie ihr Land schon seit drei Jahrzehnten regiere und dadurch enorm reich geworden sei. Sie lebe im absoluten Luxus. Aber 16 von 100 Kindern erlebten ihren 5. Geburtstag nicht und die Hälfte der Bevölkerung habe keinen Zugang zu Trinkwasser. Die Familie bereichere sich schamlos an den für das Land zur Verfügung gestellten Geldern, stopfe sich die Taschen voll und kaufe sich von diesem Geld auch wertvolle portugiesische Unternehmen und Infrastruktur auf Kosten der notleidenden Bevölkerung.
Rhona, die von Pepe auf Befehl Figos zum „Picantes“ geschickt wird, da Lino ein Lebenszeichen seiner Familie verlangt hat, gelingt es, den Beamten einen Hinweis auf die Knochenkapelle zu übermitteln. Natürlich hat man die kleine Imani als Faustpfand behalten. Aber in welcher Wohnung, von der aus man die Knochenkapelle sehen kann, sind Mutter und Kind versteckt. Lost meint, das sicherste Versteck sei die Wohnung eines Diplomaten, die wahrscheinlich von der Domingos-Familie zur Verfügung gestellt worden sei. Tatsächlich macht man das Versteck ausfindig und kann Mutter und Kind in Obhut nehmen.
Figo, der von seinem Versteck aus alles beobachten kann, glaubt, dass die Vergiftungsaktion gelungen ist und legt sein Gewehr mit Zielrohr zur Seite, das er sicherheitshalber von seinem Beobachtungsposten aus noch auf Yoda gerichtet hatte. Als er sich sodann der Diplomatenwohnung nähert, sieht er Polizeifahrzeuge und Krankenwagen und ist alarmiert. Er glaubt nun nicht mehr daran, dass Yola einem Giftanschlag zum Opfer gefallen ist und begibt sich zu deren Unterkunft, wo er den zum Schutz abgestellten Miguel Duarte schachmatt setzt, um dann Yoda zu verfolgen, die davongelaufen ist. Duarte erholt sich aber schnell wieder und nimmt ebenfalls die Verfolgung auf. Lost sieht die flüchtende Yoda und greift ebenfalls ein. Mit Hilfe seiner außergewöhnlichen Intelligenz setzt Lost Figo außer Gefecht und nimmt ihn zusammen mit dem hinzukommenden Duarte fest.

### Nebenhandlung
Eva Fiadeiro, die meint, sie sei Lost ziemlich ähnlich, erzählt ihm, dass sie ebenfalls nicht zu den Neurotypischen gehöre und versichert ihm zudem, dass sie Berührungen nur von ganz wenigen Menschen ertrage und er gehöre dazu. Dann will sie wissen, ob er zufällig auch ein Savant sei und eine Inselbegabung habe. Lost erwidert, er sei Eidetiker. Eva entgegnet, dass sie leider keine Inselbegabung habe, sondern nur hochintelligent sei. Unvermittelt platzt sie heraus, sie habe ihre fruchtbaren Tage, woraufhin Lost erwidert, „ausgezeichnet“. Beide haben sodann Geschlechtsverkehr miteinander, um ein Kind zu zeugen.
Es gibt da jedoch Soraia Rosado, die Schwester von Losts Kollegin Graciana, die Lost von Anfang an zugeneigt war und sich in ihn verliebt hat, wohlwissend, dass eine Verbindung mit ihm viele Schwierigkeiten bergen könnte. Lost, der erst entschlossen war, gemeinsam mit Eva Fiadeiro aus Fuseta fortzugehen, um mit ihr ein Kind zu haben, überlegt es sich dann doch anders. Einmal, weil ihm im Traum immer wieder eine Frau begegnete, die sich, als sie sich dann endlich umdrehte, als Soraia herausstellte und zum anderen, weil das, was seine Kollegen ihm erzählen, ihn sehr nachdenklich hat werden lassen. Er bleibt auf dem Bahnhof zurück, wo Soraia ihn erreicht, um ihr zu sagen, dass er bleiben werde. Beide umarmen sich.

## Produktion

### Dreharbeiten, Produktionsnotizen
Der Fernseh-Zweiteiler Lost in Fuseta – Spur der Schatten wurde vom 11. April bis zum 8. Juni 2023 an der Algarve in Portugal an Schauplätzen in Fuseta, Faro und Olhão sowie in Lissabon, Setúbal und Alcochete gedreht. Es handelt sich um eine Produktion der 307 production GmbH; Produzentin Simone Höller und Producerin Anemone Krüzner, im Auftrag der ARD Degeto für die ARD.
Matthias Klie, Torben Liebrecht, Yvonne Greitzke, Dela Dabulamanzi, Dennenesch Zoudé, Ulrike Stürzbecher, Nicolas Rathod u. a. sind die Sprecher der portugiesischen Schauspieler. Die Postproduktion des Films lag bei Ulrike Freyer und Michaela Krauß, die Aufnahmeleitung bei Maria Guerra und die Produktionsleitung bei Chris Schmelzer, Pedro Louro und Sandra Moll für die ARD Degeto; die Herstellungsleitung oblag Beate Balser.
Gedankt wird den Städten Fuseta, Faro, Lissabon, Setúbal, Olhão und Alcochete für die Unterstützung während der Dreharbeiten. Es handelt sich um eine Produktion der 307, produziert mit Unterstützung von Pic Portugal und Visit Portugal im Auftrag von ARD Degeto für ARD Das Erste.

### Hintergrund
Portugal herrschte als Kolonialmacht rund 400 Jahre über Angola. Nach dem Zweiten Weltkrieg wehrten sich die Menschen gegen die Unterdrückung und Besetzung ihres Landes und begannen zu kämpfen. 1975 erlangte das Land endlich die Unabhängigkeit. Allerdings bedeutete dies nicht das Ende der Gewaltherrschaft. 27 Jahre lang wurde das Land von Bürgerkriegen erschüttert, wobei viele Menschen ihr Leben verloren. Erst zu Beginn dieses Jahrhunderts kam es zu einem Waffenstillstand zwischen den verfeindeten Parteien. Angola ist reich an Rohstoffen. Die größten Einnahmequellen resultieren aus Erdöl und Diamanten. Ungeachtet dieser Tatsache lebt ein großer Teil der Bevölkerung Angolas in großer Armut. Vielen fehlt es an sauberem Trinkwasser sowie an Lebensmitteln. Auch in anderen Bereichen sind die Auswirkungen des Bürgerkriegs spürbar.
Die Nelkenrevolution war ein grundlegender politischer Umsturz in Portugal. Ausgelöst wurde er im April 1974, als die linksgerichtete Bewegung der Streitkräfte die autoritäre Diktatur des seit 1933 bestehenden Salazar-Regimes stürzte und damit den Übergang zur Demokratie der Dritten Republik einleitete. Die große Masse der Portugiesen unterstützen den Militärputsch.

### Veröffentlichung
Die Erstausstrahlung der beiden Teile erfolgte am 4. und 6. April 2024 jeweils zur Hauptsendezeit im Programm der ARD Das Erste.

## Rezeption

### Kritik
Die ARD Degeto schrieb zur Erstausstrahlung des Films, dass „Menschen aus Angola mit der ehemaligen Kolonialmacht Portugal dunkle Kapitel ihrer Geschichte“ verbinden würden. Jan Krauter komme in der Titelrolle „einer mörderischen Verschwörung auf die Spur, die heutige Formen der Ausbeutung vertuschen“ solle. Regisseur Felix Herzogenrath habe „den hochaktuellen Politthriller mit einem spektakulären Showdown“ inszeniert. Der Film besteche „durch visuellen Einfallsreichtum und grandiose Originalschauplätze“.
Tilmann P. Gangloff rezensierte den Film für evangelisch.de und war von dem zweiteiligen Film ebenso angetan, wie schon von den ersten beiden Teilen. „Schauspielerisch“ sei ‚Spur der Schatten‘ „ohnehin sehenswert. Gerade Jan Krauter“ sei „ein uneingeschränktes Vergnügen, zumal sein Spiel an ‚Starman‘ (1984)“ erinnere. Der Kritiker lobte die Einfälle, die der Doppelfilm biete, und die die „die Würze des Zweiteilers“ seien. Einige Szenen seien „überaus raffiniert ausgedacht und gut umgesetzt“. Das Finale sei „ziemlich packend, und die Musik (Sven Rossenbach, Florian van Volxem)“ sei „nicht nur wegen des eingängigen morriconesken Leitmotivs herausragend“.
Die Redaktion des Fernsehmagazins TV Spielfilm schrieb zu Teil 1: „Solider Auftakt eines vielschichtigen Krimis mit Urlaubsflair“ und gab für Humor, Action und Spannung je einen von drei möglichen Punkten. Weiter wurde ausgeführt, dass die zweiteilige Verfilmung der Romanvorlage aufgrund von „zahlreichen Handlungssträngen mit teils (noch) unbekannten Charakteren volle Aufmerksamkeit seitens der Zuschauer“ erfordere. Dabei bleibe „das Ermittlerteam plus Familien recht blass, die weiteren Figuren, allen voran Paulo Pinto als undurchschaubarer, fieser Entführer Pepe“, seien „reizvoll“.
Andreas Hergeth beschäftigte sich in der taz mit dem Zweiteiler und schrieb, dies sei „kein schnöder Donnerstagskrimi“, sondern „ein komplexer Stoff, der in die Kolonialzeit“ weise. Und dann mache „es auch noch Spaß, Kommissar Leander Lost bei den Ermittlungen zuzusehen“. Der Kritiker zeigte sich vor allem angetan von der Leistung Krauters in der Rolle des mit dem Asperger-Syndrom lebenden Kommissars Leander Lost. Allein die Szenen, in denen es darum gehe, dass Lost Vater werden wolle „lohnen den Film“ bereits. Auch sehenswert sei es, wie Lost auf sein fotografisches Gedächtnis zurückgreife und blitzschnell Seiten eines Buches im Kopf durchblättere, um einen Spruch zu finden der zur jeweiligen Situation passe, der aber immer irgendwie „fehl am Platze“ scheine. Das sei „visuell gut gemacht und auch amüsant“. Wer die Bücher kenne, werde in Jan Krauter „eine kongeniale Besetzung erkennen“. Es mache „Spaß, ihm zuzusehen, eben weil er anders als seine – neurotypischen – Kolleg:innen“ sei. Das alles sei „professionell in Szene gesetzt, die Charaktere“ seien „gut gezeichnet (nicht nur Lost)“. Dem „komplexen Stoff“ komme „es zupass, dass drei Stunden zur Verfügung“ ständen. Und „geradezu innovativ“ sei „der Erzählstrang, der in die unrühmliche Kolonialzeit“ weise.
Oliver Armknecht rezensierte den Film für film-rezensionen.de, gab ihm drei von zehn möglichen Punkten und bemängelte wiederum allgemein die Krimis, in denen „heimische Schauspieler und Schauspielerinnen ins Ausland“ geschickt werden würden, wo dann „eine klassische Mördersuche auf idyllische Landschaften mit Urlaubsflair treffen“ würde. „Zum Teil“ stimme das auch bei der Portugal-Ausgabe, „fürs Auge“ sei „wieder sehr viel geboten“ worden. „Durch den autistischen Protagonisten“ werde „aber zumindest versucht, sich von diesen vielen anderen Reisekrimis zu unterscheiden“. Schon im ersten Teil sei die Darstellung eines Kommissars mit ganz besonderen Fähigkeiten „wenig geglückt, wenn da nur die üblichen Klischees ausgepackt“ würden. „Bei der Fortsetzung“ nerve „es endgültig“. Grundsätzlich sei es zwar „zu begrüßen, wenn das Thema Neurodiversität aufgegriffen“ werde. „Wenn dann aber nur eine Karikatur“ herausspringe, tue man „niemandem einen Gefallen“. Armknechts Fazit fiel dann auch entsprechend negativ aus: „Der erste Teil war schon nicht besonders gut, wenn schöne Bilder auf einen langweiligen Fall und eine Autisten-Karikatur trafen. ‚Lost in Fuseta – Ein Krimi aus Portugal: Spur der Schatten‘ unterbietet den Auftakt noch einmal deutlich, schwankt zwischen öde und ärgerlich, wenn der Blick auf die Kolonialzeit mit einem reißerischen Verschwörungsunsinn gepaart wird.“
Susanne Bald, die den Zweiteiler in dem Fernsehmagazin Prisma bewertete, sah das deutlich anders als Oliver Armknecht und führte aus, „während das Trio auf seiner Mördersuche fieberhaft unterschiedlichste Spuren und Puzzlestücke“ zusammensetze, erhielten die Zuschauer „einen leichten Wissensvorsprung, indem die Handlung von den Polizisten immer wieder zu anderen Personengruppen“ springe. „Ein durchaus spannender Fall, den Autor Holger Karsten Schmidt da“ serviere – „und in dem er die dunkle Vergangenheit der früheren Kolonialmacht Portugal und ihrer wegen ihrer Bodenschätze Erdöl, Gold und Diamanten heiß begehrten Kolonie Angola“ thematisiere. 1975 habe das Land, das „bis zur Nelkenrevolution im Jahr zuvor eine Militärdiktatur“ war, „seine Unabhängigkeit“ erhalten, „in deren Folge allerdings lang Bürgerkrieg“ geherrscht habe. Neben „diesem schweren Thema“ behandele der neue ‚Lost in Fuseta-Zweiteiler Spur der Schatten‘ aber auch ein schönes, nämlich die Liebe. Abschließend schrieb Bald, „so interessant der Kriminalfall also“ sei, „auch diesmal sind es das Zwischenmenschliche und der Humor, die die Reihe ausmachen“ würden.
Auch Reinhard Prahl von der Seite Serienjunkies beurteilte den Film positiv und meinte, der könne „sich tatsächlich sehen lassen“. Aufgebaut sei die Geschichte „weitestgehend nach dem Howcatchem-Prinzip“, was bedeute, „dass der oder die Täter entweder von Anfang an oder – wie in diesem Fall  – früh bekannt“ seien und es nun gelte, „die Motive herauszufinden und die Gangster zu fangen“. Alexander Lost steche „aus dem Reigen besonderer Hauptfiguren auch dank des ihn umgebenden sympathischen Teams heraus, das sich grob mit der klugen Kollegin Graciana, dem emotionalen Carlos und dem angeberischen, aber irgendwie doch liebenswerten Miguel umschreiben“ lasse. „Vor der traumhaften Kulisse des an der Algarve gelegenen Städtchens Fuseta“ löse „das Team einen Fall, der insgesamt vielleicht etwas zu durchsichtig und bisweilen auch zu stark konstruiert“ daherkomme, „aber dennoch zu unterhalten“ wisse.
Auch die Reaktion der Programmzeitschrift TV Movie zeigte sich von Spur der Schatten überzeugt und befand, dass es „ein vielschichtiger Krimi mit Licht und Schatten“ sei. Der Zweiteiler wolle viel und das merke man. Mit seinem „politischen Hintergrund, dem portugiesischen Setting und einer Hauptfigur mit Asperger-Spektrum“ hebe er sich „wohltuend vom deutschen Krimi-Durchschnitt ab. Atmosphäre, Kameraarbeit und die thematische Tiefe rund um Korruption, Kolonialvergangenheit und internationale Netzwerke“ machten „die Geschichte besonders“. Allerdings verlange der Film „volle Aufmerksamkeit. Viele Handlungsstränge,  zahlreiche Figuren und ein komplexer Fall“ sorgten „zwar für Spannung“, machten „es aber gerade Quereinsteiger:innen nicht leicht“. „Stark“ sei „dagegen das Schauspiel: Jan Krauter“ überzeuge „erneut als Leander Lost mit feinem Spiel und leiser Präsenz. Eva Meckbach“ bringe „als Graciana Rosado analytische Schärfe und emotionale Bodenhaftung ins Team. Besonders intensiv: Paul Pinto als zwielichtiger Gegenspieler Pepe, der den Film“ präge. Fazit: „Kein Krimi für nebenbei, aber ein sehenswerter Zweiteiler mit Haltung, Tiefgang und TV-Persönlichkeit.“

### Einschaltquoten
Bei seiner Erstaussstrahlung wurde Teil 1 des Films von 5,95 Millionen Zuschauern eingeschaltet und lag bei einem Marktanteil von 23,5 Prozent; Teil 2 des Films schalteten 4,75 Millionen Zuschauer ein, was einen Marktanteil von 20,6 Prozent ergab. Bei seiner Wiederholung im Jahr 2025 erreichten beide Teile 3,19 Millionen Zuschauer. Der Marktanteil lag bei 17 Prozent.